# Erysimum capitatum
Erysimum capitatum är en korsblommig växtart som först beskrevs av David Douglas och William Jackson Hooker, och fick sitt nu gällande namn av Edward Lee Greene. Erysimum capitatum ingår i släktet kårlar, och familjen korsblommiga växter.

## Underarter
Arten delas in i följande underarter:
- E. c. capitatum
- E. c. purshii

## Bildgalleri

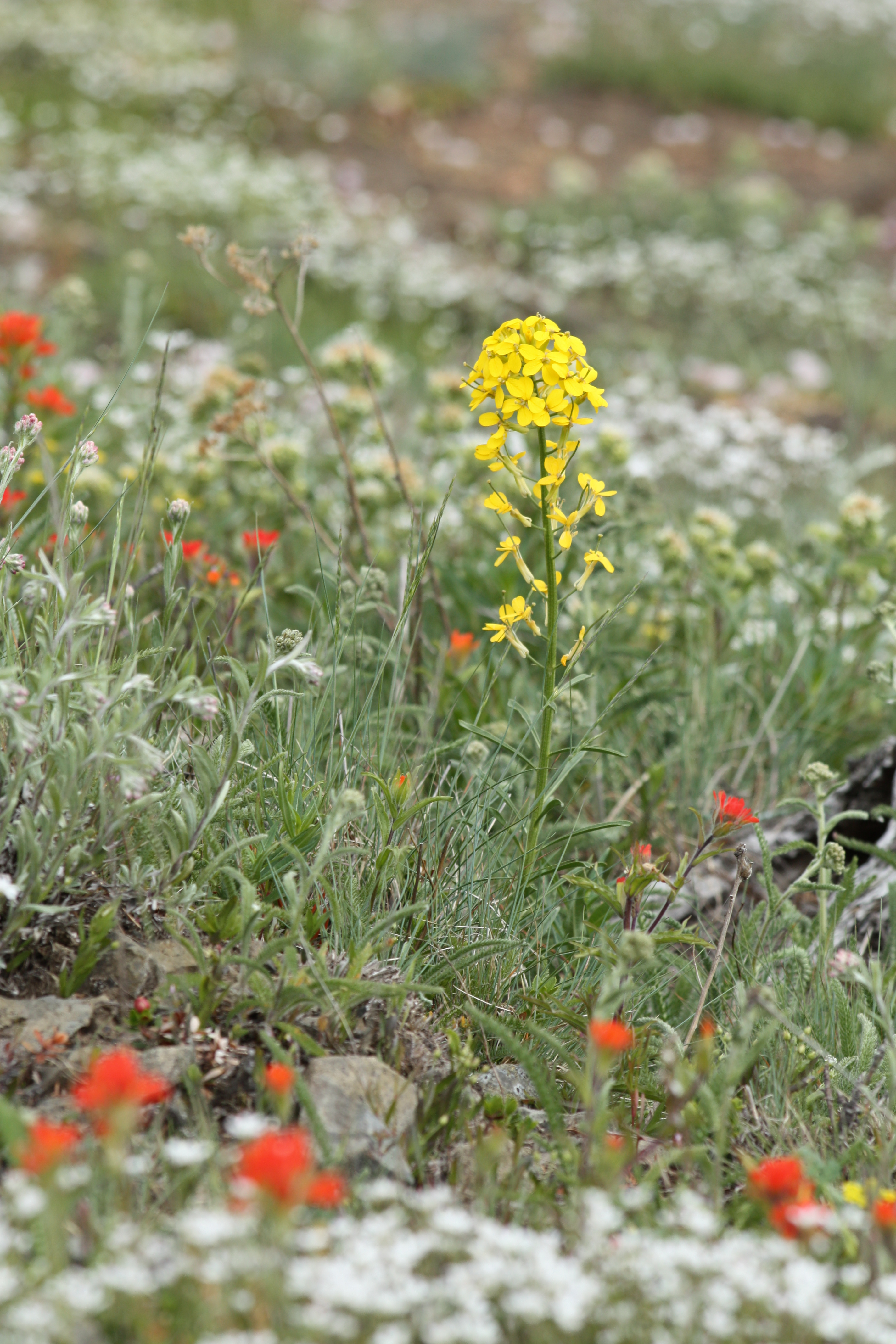
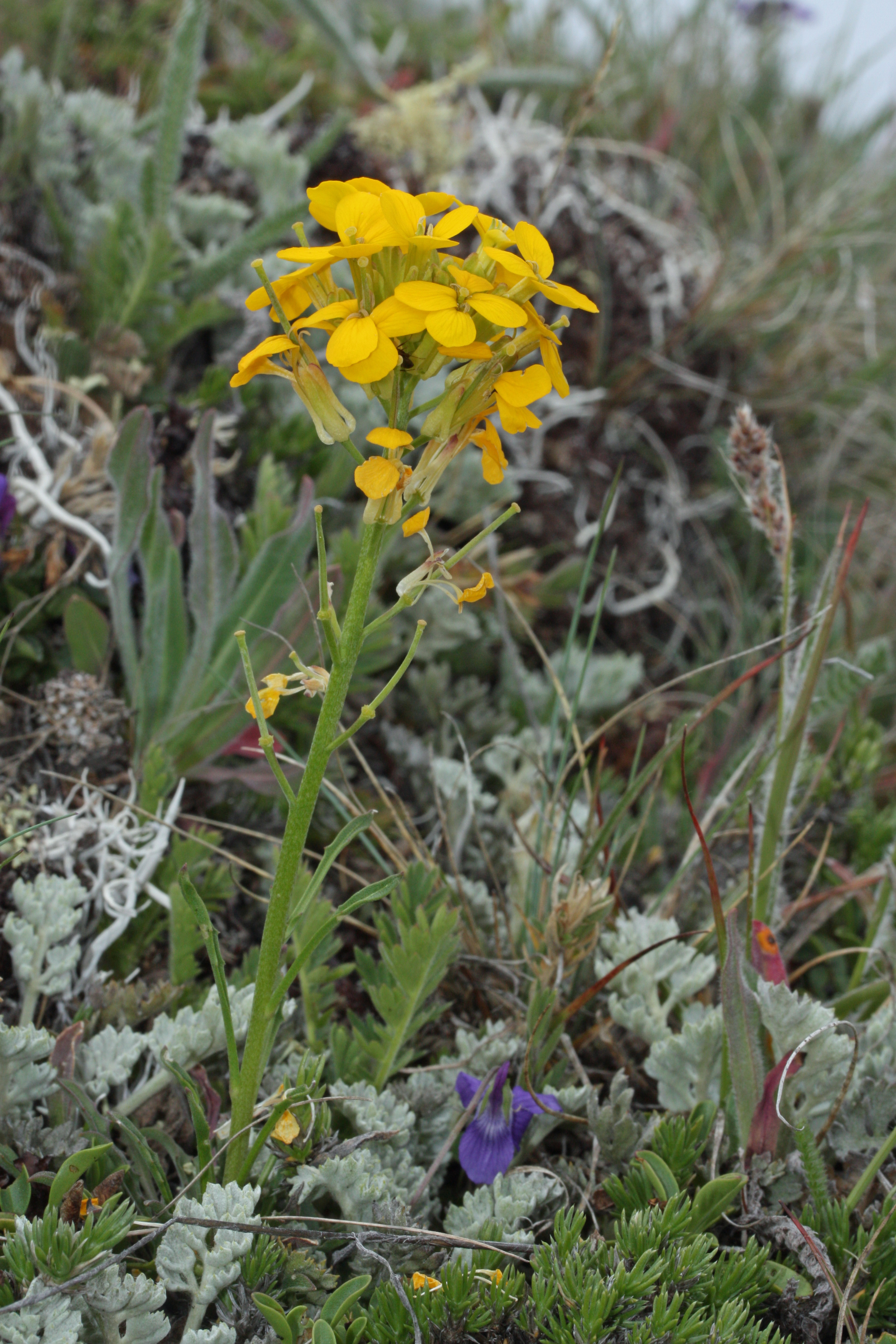
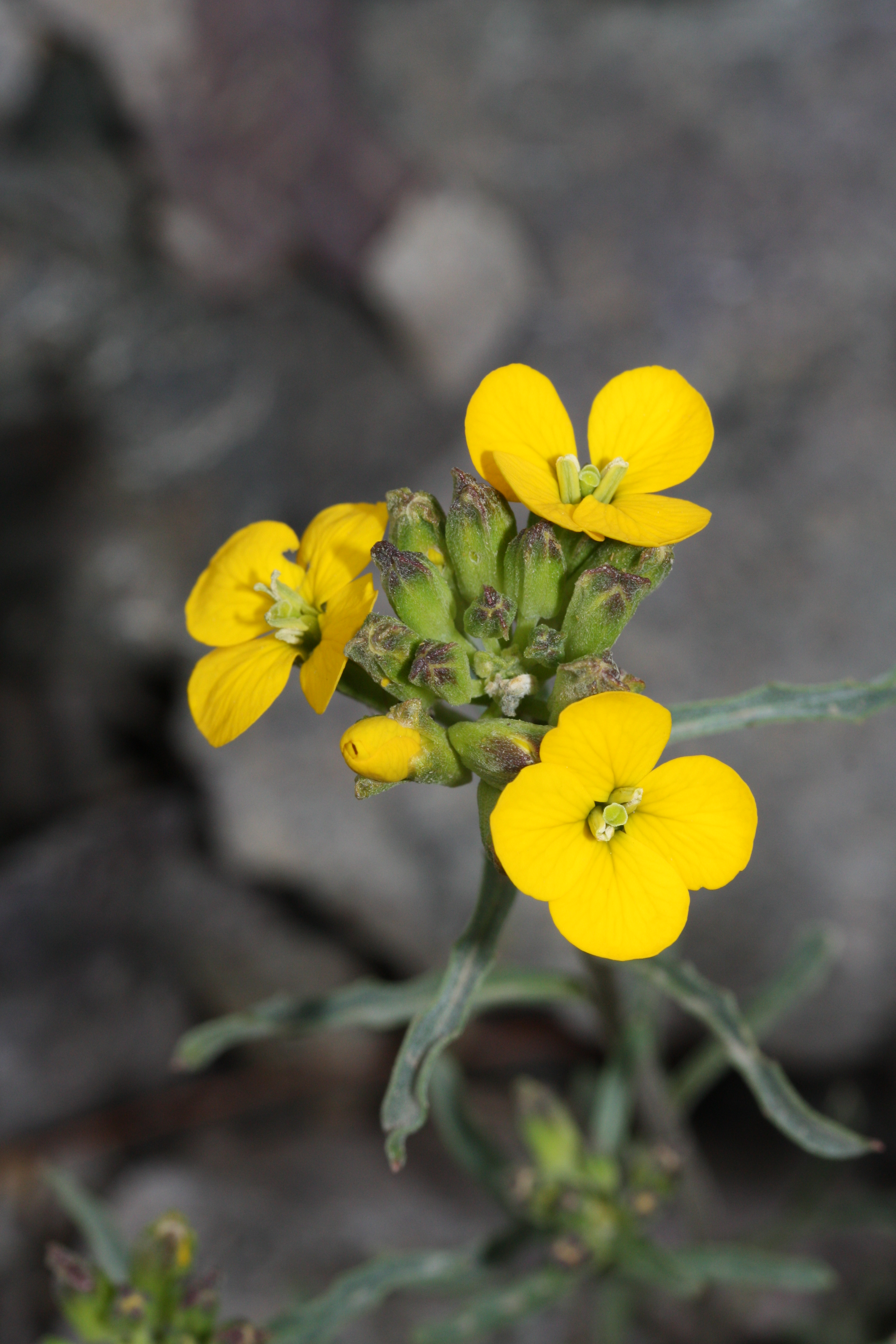
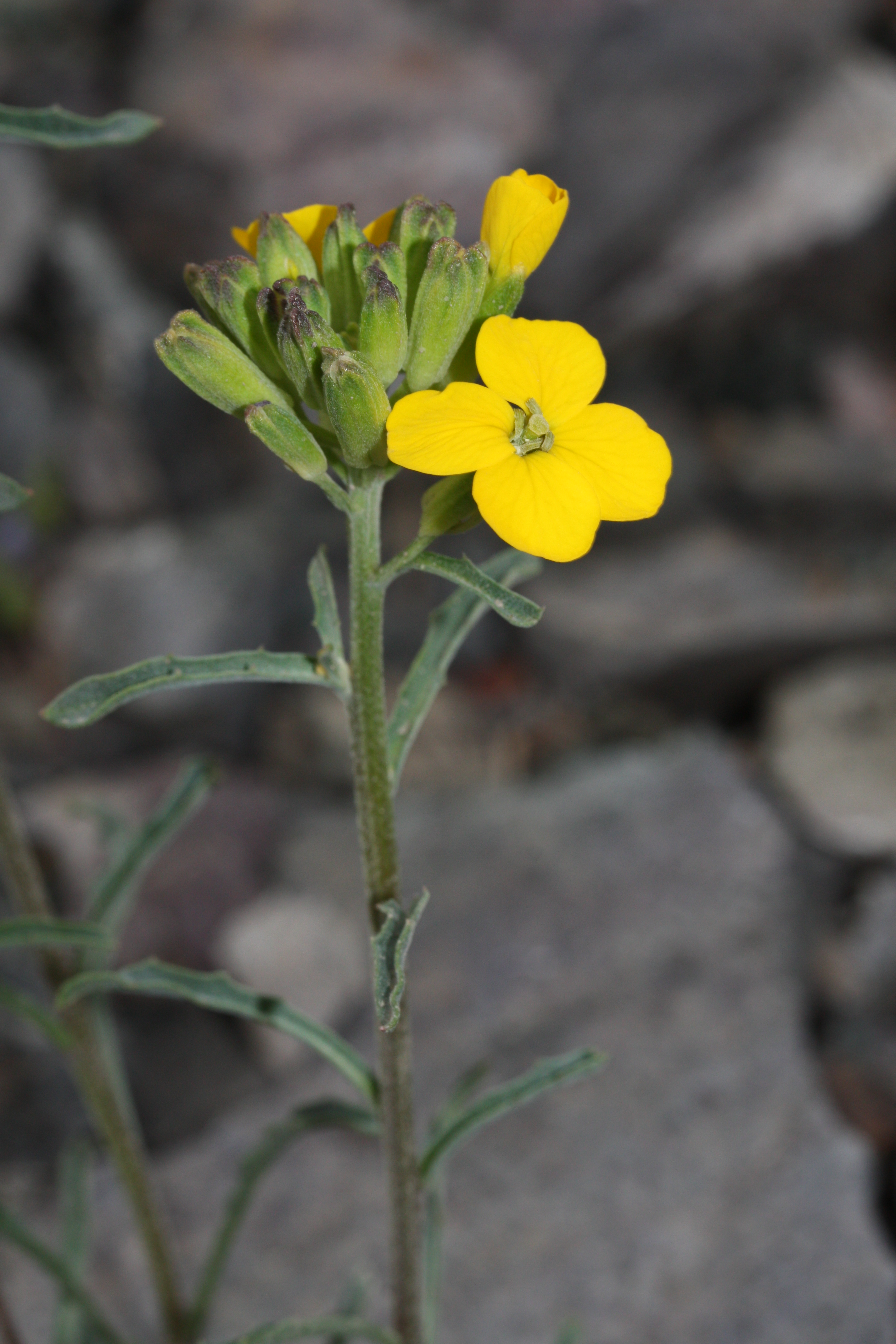
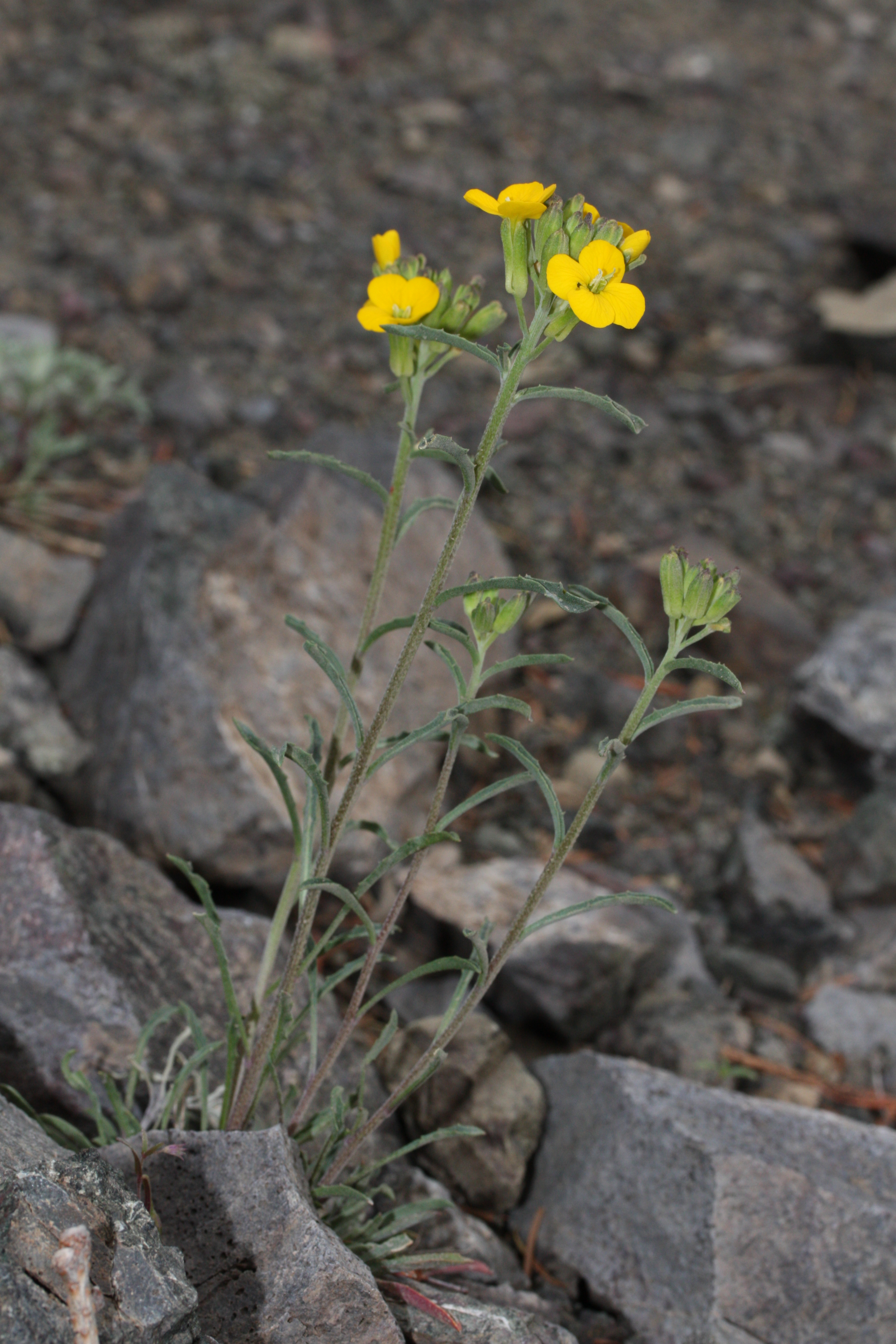
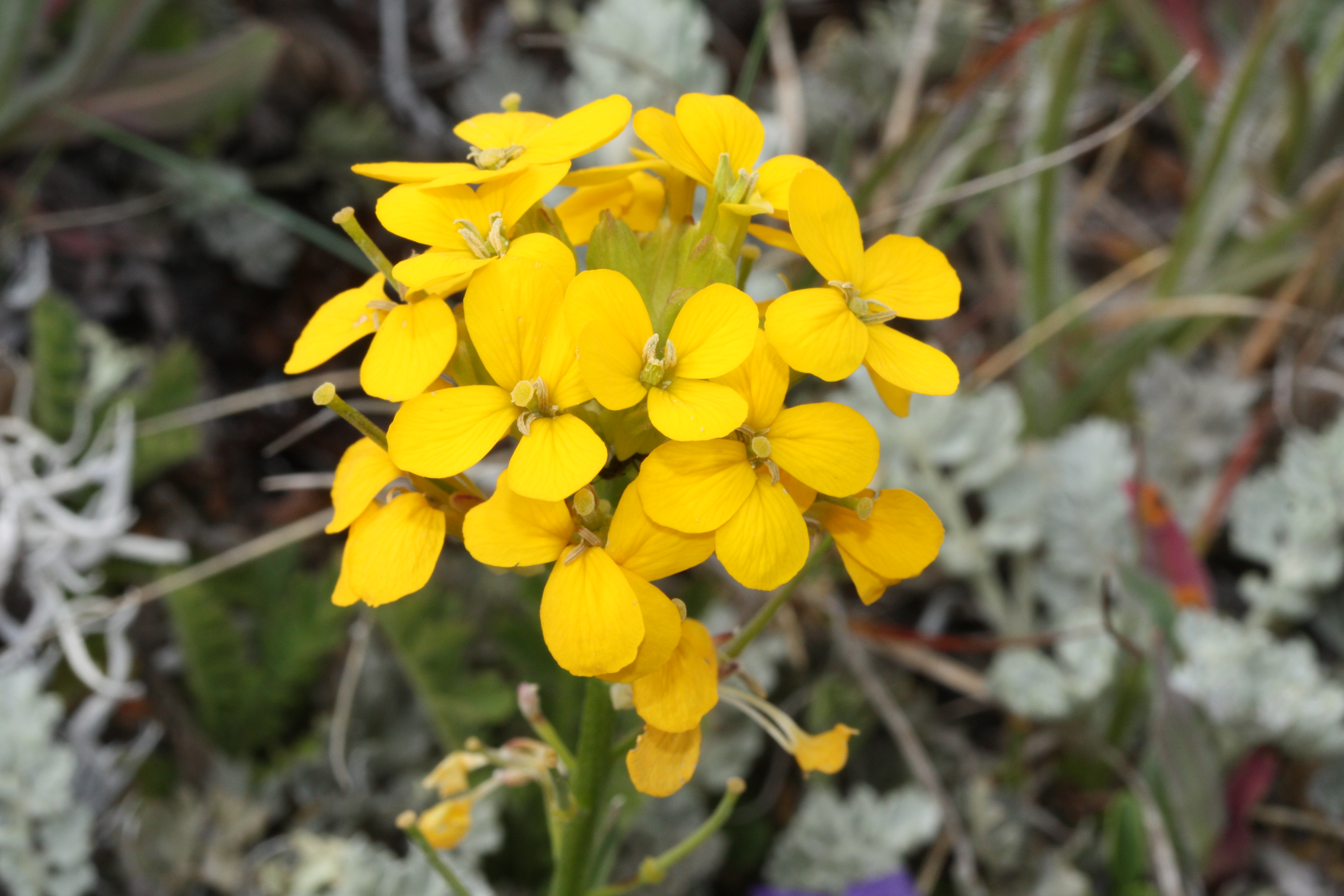